# Друскин, Яков Семёнович
Я́ков Семёнович Дру́скин (2 (15) июля 1902, Екатеринослав, Российская империя — 24 января 1980, Ленинград, СССР) — советский подпольный философ, педагог, пианист, музыковед, литературовед.

## Биография
Родился в Екатеринославе 2 (15) июля 1902 года. Семья вскоре переехала в Киев.
Отец — Семён Львович (Шимель-Мордух Лейбович) Друскин (1869—1934), врач, эсер, уроженец Вильны; мать — Елена Савельевна (Ента Шевелевна) Друскина (1872—1963). Отец был практикующим врачом и членом попечительства при талмуд-торе Главной синагоги.
Брат — музыковед Михаил Семёнович Друскин, сестра — Лидия Семёновна Друскина (1911—2005), физик, кандидат физико-математических наук, издатель большинства посмертных публикаций старшего брата.
Никогда не был женат, умер бездетным 24 января 1980 года в Ленинграде.

### Образование
В 1919 году поступил на исторический факультет Педагогического института им. А. И. Герцена, затем перешёл на философское отделение факультета общественных наук Петроградского университета, окончил его в 1923 году. Учителем Друскина был Н. О. Лосский.
В 1929 году экстерном закончил Ленинградскую консерваторию по классу фортепиано, а в 1938 — матмех. Преподавал русский язык, литературу и математику в средних школах и техникумах, эта работа не приносила ему удовлетворения.

### Общественная деятельность
В 1920—1930 годах — участник эзотерических содружеств поэтов, писателей и философов «Чинари» и ОБЭРИУ, автор знаменитых «Дневников» о литературной жизни России 20—30-х годов. Был близок к сообществу «Объединение реального искусства» (ОБЭРИУ), однако формально не входил в его состав, являлся членом содружества «чинарей», в которое входили также А. Введенский. Л. Липавский, Н. Олейников и Д. Хармс. «Чинари» обсуждали вопросы смысла и бессмыслицы, абсурда, пространства, времени, движения и развития, читали друг другу свои произведения. Позднее в 80-е своим учеником называл религиозного философа и богослова Вургафтика Виктора Борисовича.
Благодаря Я. С. Друскину сохранились и были изданы многие произведения «чинарей» и «обэриутов». В 1942 году, после смерти Д. И. Хармса, вместе с Мариной Малич собрал рукописи в чемодан и вынес их из пострадавшего от бомбёжки дома Даниила Хармса. Яков Друскин завещал передать основную часть архива в Рукописный отдел Государственной публичной библиотеки им. М. Е. Салтыкова-Щедрина (ныне — Российская национальная библиотека, Ф. 1232), другая часть поступила в Рукописный отдел Института русской литературы (Пушкинский Дом). При жизни Друскина в СССР была опубликована лишь одна его работа («Риторические приёмы в музыке И. С. Баха» на украинском языке).

## Адреса вСанкт-Петербурге
- 1922—1930: Большой проспект Петроградской стороны, 17[7]
- 1930—1941 и 1944—1980: Невский проспект, 150[8]
- 1941—1942: Гатчинская ул., 6 (жил у своего брата М. С. Друскина)

## Киновоплощение
В кинофильме 2017 года «Хармс» роль Друскина сыграл актёр Дариус Гумаускас.

## Издания
- Яков Друскин. Вблизи вестников. Составление, редакция и предисловие — Генрих Орлов. H.A.Frager & Co. Washington D.C. 1988. ISBN 0-929647-00-9
- «...Сборище друзей, оставленных судьбою». Л. Липавский, А. Введенский, Я. Друскин, Д. Хармс, Н. Олейников: «Чинари» в текстах, документах и исследованиях: В 2 т. / Сост. Валерий Сажин. М.: Ладомир, 2000. Том 1. (Серия: Русская потаённая литература). ISBN 5-86218-268-3
- Друскин Я. С. Дневники. Составление подготовка текста, примечания Л. С. Друскиной. СПб.: Академический проект, 1999.
- Друскин Я. С. Лестница Иакова. Эссе, трактаты, письма. Составление, подготовка текста, вступительная статья Л. С. Друскиной. СПб.: Академический проект, 2004.
- Experiment/Эксперимент: Журнал русской культуры. № 16: Шестнадцать пятниц: Вторая волна ленинградского авангарда: В 2 ч. LA (USA), 2010.